# Закон о шерсти
Закон о шерсти 1699 года (англ. Wool Act 1699, полное название: An Act to prevent the Exportation of Wool out of the Kingdoms of Ireland and England into Forreigne parts and for the Incouragement of the Woollen Manufactures in the Kingdom of England) — был законом парламента Англии (10 W. III. C. 16), долгое время называвшийся «Законом о запрете вывоза шерсти из королевств Ирландия и Англия в зарубежные страны и о поощрении производства шерсти в Королевстве Англии». Он был направлен на увеличение производства шерстяных изделий в Англии путем запрета производства, изготовления и экспорта ирландской шерсти; он также запретил вывоз шерсти и изделий из американских колоний. Конкурирующие шерстяные изделия из этих регионов в то время стали более доступными на внешнем и внутреннем рынках.
Закон запрещал американским колонистам экспортировать шерсть и изделия из шерсти или вывозить их на рынки за пределами отдельной колонии, в которой они были произведены, или транспортироваться из одного места в другое в той же колонии. Закон не запрещал производство шерстяных тканей для личного потребления, а просто запрещал производство шерстяных тканей для общественного рынка. В то время за шерстяные изделия, экспортируемые из Англии, должны были платить высокие экспортные пошлины. Этот закон, один из навигационных актов, был в основном направлен на ирландскую шерсть и установил политику подавления ирландской шерстяной промышленности. Это мало повлияло на американские колонии, в лучшем случае только замедлило и так быстрое развитие промышленности. Владельцам магазинов приходилось очень тяжело в тот период, когда действовал Закон о шерсти. Некоторые колонисты выступили против этого акта, закупив больше льна и конопли.
Исключение из этого закона было принято в следующем году Законом об экспорте 1698 г. (11 Will. III c. 13 s. 9), который разрешал этот экспорт, если он был предназначен для использования экипажами и пассажирами судна. Однако позже в том же году пошлины на экспорт шерстяных изделий из Англии и других товаров были отменены Законом о налогообложении 1698 г. (11 Will. 3 c. 20).
Закон был отменен в соответствии с Законом о пересмотре статутного закона 1867 года.